# Hilde Coppi

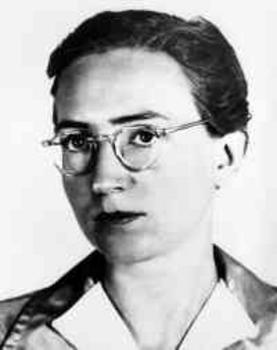
Hilde Coppi

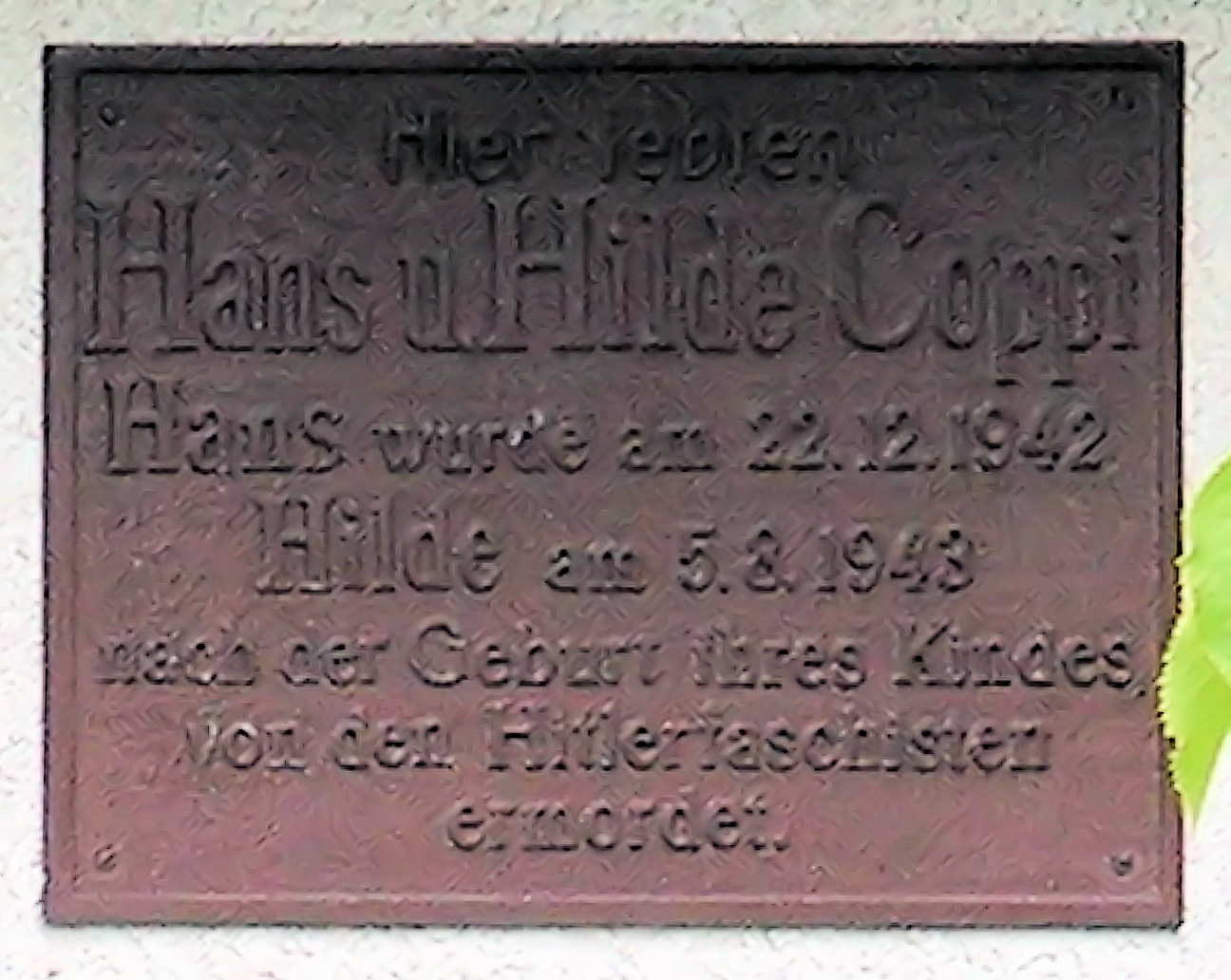
Gedenktafel in Berlin-Tegel, Seidelstraße 20, Parzelle 107.

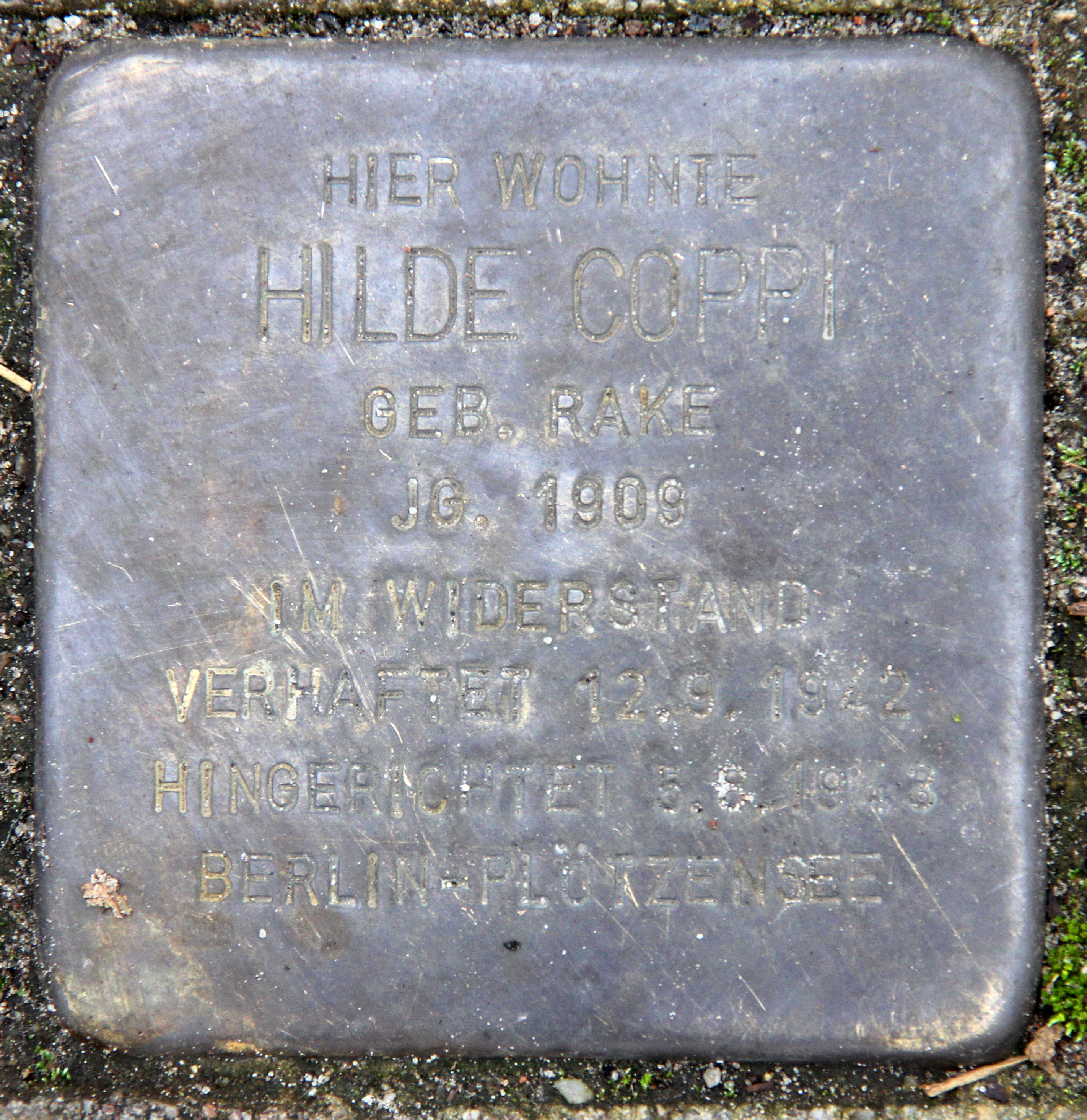
Stolperstein, Seidelstraße 23, in Berlin-Tegel

Betti Gertrud Käthe Hilde Coppi, geborene Rake  (* 30. Mai 1909 in Berlin; † 5. August 1943 in Berlin-Plötzensee) war eine deutsche Widerstandskämpferin gegen den Nationalsozialismus. Sie gehörte zur Roten Kapelle.

## Leben
Hilde Rake wuchs in Berlin-Mitte auf; ihre Mutter Hedwig, geborene Grube, betrieb in der Invalidenstraße einen Lederwarenladen. Ihr Vater Max war bereits 1914 verstorben. Sie besuchte eine Höhere Schule für Mädchen und ab 1925 die Handelsschule. Als ihre Mutter den Laden aufgeben musste, brach Hilde ihre Ausbildung ab und arbeitete ab 1927 als Sprechstundenhilfe und Sekretärin in verschiedenen Arztpraxen. Ab September 1939 arbeitete Hilde Rake in Berlin-Wilmersdorf als Sachbearbeiterin in der Reichsversicherungsanstalt für Angestellte, als sie 1940 Hans Coppi kennenlernte. Bereits vor 1933 knüpfte sie Kontakt zu Mitgliedern der Kommunistischen Partei Deutschlands (KPD).
Hilde und Hans Coppi heirateten am 14. Juni 1941 und lebten in Berlin-Borsigwalde in der Kleingartenkolonie Am Waldessaum. Nach dem Beginn des Deutsch-Sowjetischen Kriegs hörte Hilde Coppi den Sender Radio Moskau ab, notierte Adressen deutscher Kriegsgefangener und informierte deren Angehörige, dass die Gefangenen am Leben waren. Sie beteiligte sich mit ihrem Mann an der Zettelklebeaktion gegen die antisowjetische Propagandaausstellung „Das Sowjet-Paradies“, half beim damals illegalen Transport eines defekten Funkgeräts und besorgte für Flugblätter Papier aus der Reichsversicherungsanstalt.
Das Ehepaar Coppi wurde am 12. September 1942 verhaftet. Hilde war schwanger und brachte ihren Sohn Hans am 27. November 1942 im Berliner Frauengefängnis Barnimstraße zur Welt. Am 22. Dezember 1942 wurde ihr Mann in Berlin-Plötzensee hingerichtet. Auch Hilde Coppi wurde am 20. Januar 1943 wegen „Vorbereitung zum Hochverrat in Tateinheit mit Feindbegünstigung, Spionage und Rundfunkverbrechen“ zum Tode verurteilt. 
Nach der Verkündung des Todesurteils brachte sie ihre Verzweiflung in einem Brief an ihre Mutter zum Ausdruck:

„Du wirst dir denken können, dass ich keine schönen Stunden hinter mir habe. Ein Glück, dass das kleine Hänschen noch bei mir ist, in seinem Interesse  muss ich mich sehr zusammennehmen. Ach, Mama, der Gedanke an die Trennung von meinem Kinde will mich fast verzweifeln lassen. Ich glaube für eine Mutter kann es keine größere Strafe geben, als sie von ihrem Kind zu trennen.“

Ein Gnadengesuch wurde im Juli 1943 von Adolf Hitler abgelehnt. Die Hinrichtung wurde bis in den August aufgeschoben, damit sie ihr Kind stillen konnte. Am 5. August 1943 wurde Hilde Coppi in Berlin-Plötzensee zusammen mit zwölf weiteren angeklagten Frauen der Roten Kapelle durch das Fallbeil enthauptet.

## Ehrungen
Gedenken
- Berlin-Tegel: Stolpersteine vor ihrem ehemaligen Wohnort, der Kleingartenanlage „Am Waldessaum“ (Seidelstraße 20, am Eingang Weg 5), eine Gedenktafel kennzeichnet das ehemalige Wohnhaus (Weg 5, Parzelle 107)[7][8]

Benennungen
- Coppistraße in Berlin-Lichtenberg, Eberswalde, Gera, Korschenbroich (Ortsteil Kleinenbroich), Leipzig-Gohlis, Sindelfingen (Ortsteil Maichingen), Wehrheim, Wernigerode, Zeitz
- Coppiplatz in Leipzig-Gohlis
- Hilde-Coppi-Weg in Oranienburg (Ortsteil Lehnitz)
- Berlin-Karlshorst: Hans-und-Hilde-Coppi-Gymnasium
- Berlin-Lichtenberg: Wohnheim „Hans und Hilde Coppi“ des Studierendenwerks Berlin[9]
- Freiberg: Hort „Hilde Coppi“[10]

Benennungen in der DDR
- Brandenburg an der Havel: Kinderheim „Hilde Coppi“[11]
- Holzhau und Jonsdorf: Jugendherberge „Hilde Coppi“
- Schleusingen: Kinderheim „Hilde Coppi“[12]

Orden
- Orden des Vaterländischen Krieges II. Klasse, vom Präsidium des Obersten Sowjets der UdSSR am 6. Oktober 1969 postum verliehen[13]

## Film
- In Liebe, Eure Hilde, Spielfilm von Andreas Dresen (2024), Liv Lisa Fries spielt darin die Rolle der Hilde Coppi